# Serhij Kusmik
Serhij Serhijowytsch Kusmik (ukrainisch Сергій Сергійович Кузьмік; * 17. Juni 1995 in Kiew) ist ein ukrainischer Eishockeyspieler, der seit 2020 bei Dnipro Cherson in der ukrainischen Eishockeyliga unter Vertrag steht.

## Karriere
Serhij Kusmik begann seine Karriere als Eishockeyspieler beim HK Bilyj Bars Browary, für den er 2010 in der ukrainischen Eishockeyliga debütierte. 2013 wechselte er zum HK Krementschuk, für den er zunächst in der zweitklassigen belarussischen Wysschaja Liga und ab 2014 in der ukrainischen Liga spielte. Daneben spielte er 2014/15 auch für Platina Chișinău in der Molodjoschnaja Chokkeinaja Liga B, einer russisch dominierten Nachwuchsliga. Anschließend zog es ihn zum HK Donbass Donezk, mit dem er 2016 ukrainischer Meister wurde. Nach diesem Erfolg kehrte er in die Zentralukraine zum HK Krementschuk zurück, den er aber nach nur einem Jahr erneut Richtung Donezk verließ. Mit dem HK Donbass gewann er 2018 und 2019 seine zweite und dritte ukrainische Meisterschaft. Anschließend wechselte er zum Ligarivalen Dnipro Cherson.

### International
Im Juniorenbereich spielte Kusmik zunächst beim Division-II-Turnier der U18-Weltmeisterschaft 2011, als ihm mit den Ukrainern der Aufstieg in die Division I glang. Dort spielte er mit seiner Mannschaft ein Jahr später. 2013, 2014 und 2015 stand er für die Ukraine bei den U20-Weltmeisterschaften in der Division I auf dem Eis.
Mit der ukrainischen Herren-Nationalmannschaft nahm er an den Weltmeisterschaften 2015 und 2017 jeweils in der Division I teil. Zudem vertrat er seine Farben bei der Olympiaqualifikation für die Winterspiele in Pyeongchang 2018.

## Erfolge und Auszeichnungen
- 2011 Aufstieg in die Division I bei der U-18-Weltmeisterschaft der Division II, Gruppe B
- 2016 Ukrainischer Meister mit dem HK Donbass Donezk
- 2018 Ukrainischer Meister mit dem HK Donbass Donezk
- 2019 Ukrainischer Meister mit dem HK Donbass Donezk